# 永兴岛
永兴岛（英語：Yongxing Island / Woody Island）是西沙群岛之宣德群岛的岛屿。永兴岛是西沙群島面積最大的島嶼，同時也是中华人民共和国海南省三沙市人民政府和西沙区人民政府驻地。

## 简介
永兴岛位于南海西沙群岛东部的宣德群岛（西沙群岛西部称永乐群岛）的中部。该岛由珊瑚沙堆积而形成，岛的东西长约1,950米，南北宽约1,350米，原始面積為2.13平方公里，填海造陸後扩大到2.6平方公里，平均海拔高度为5米，四周沙堤环绕，岛中部低地是潟湖干涸而成。岛上植被茂盛。永兴岛是西沙群岛中最大的岛屿。中国渔民俗称“猫注”（疑为“妈祖”之变音）、“猫峙”或“巴注”。
1946年，中华民国政府派遣海军“永兴”號巡邏艦接收西沙群岛，并以舰名命名岛名以示纪念。永兴岛是中华人民共和国海南省三沙市人民政府的驻地，成为西沙群岛、中沙群岛、南沙群岛的行政中心，是西沙群岛的交通中心。永兴岛上还有永兴边防派出所、西沙雨水班。
永兴岛拥有南海诸岛（包括西沙、中沙、南沙、东沙）数个第一：原始面积最大、最大机场、最大港口、最多人口、海拔最高点（原本最高的石岛填海后成为永兴岛的一部分）。

## 历史

### 法屬支那佔領
1932年，法屬印度支那政府佔領了西沙群岛，期间，越南人和法國人合謀，将中国渔民在永兴岛修建的猫注娘娘庙（妈祖娘娘庙）篡改为黄沙寺。这是越南古籍记载的一座古寺名稱，越南人的篡改行为试图证明永兴岛为越南方面所有。1935年，中华民国水陆地图审查委员会公布的岛屿名称为「茂林岛」，乃政府人员在不知道永兴岛已有既有名称的情形下，直译其英文名称“Woody Island”之结果。第二次世界大戰，南海諸島一度被日本奪得，1939年3月20日日本出兵占领西沙群岛。

### 中華民國政府接收
日本投降後，1946年9月中華民國政府派中國海軍司令部海事處上尉參謀張君然三次下南海，四次到達西沙群島，並於1946年11月23日，聯同進駐西沙群島的艦隊副指揮官姚汝钰，乘「永興」號巡邏艦（原美国海军PCE-842級巡邏艦）登臨這個島，岛名也因此而得。永兴岛上至今仍立有當年張君然（被任命为第一任海军西沙群島管理處主任）立下一方水泥紀念碑，正面碑文爲「南海屏藩」四個大字，背面刻有「海軍收復西沙群島紀念碑」，旁署「中華民國三十五年十一月二十四日 張君然立」。。1947年1月17日，法國軍艦「東京號」到西沙群島，意圖將中華民國海軍驅離永興島。但法國海軍同時亦意識到他們在軍力上處於劣勢，於是重新集結並在西沙群島的珊瑚島建立了他們的總部。1947年稍後時間，法國重建於1938年至1944年在島上運行的氣象站，並於1947年底開始運行。但隨著法國在印度支那戰爭中敗走，南越海軍分別於1956年4月及7月佔領珊瑚島及甘泉島。

### 中華人民共和國政府進駐
1950年海南岛战役之后，永興島的中華民國國軍於5月8日撤離，解放軍則於5月13日進駐永興島 (另一説法為，解放軍並沒有在1950年進駐永興島，而是於越南共和國军方在1956年接替法國佔領珊瑚島後，解放軍才於1956年宣德群岛部署兵力。另有學者認為中共是在1955年12月才進駐永興島）。在其後的近20年中，雙方多次爆發衝突。1974年，解放軍和越南共和國海軍在西沙爆發武裝衝突，中華人民共和國擊敗越南共和國控制了整个西沙群島。
2004年12月1日，中國民用航空局設立的西沙航空雷達站正式啟用，並於同日起與香港民航處共享該雷達站的訊息。
2006年7月15日，中华人民共和国交通部西沙救助基地在永兴岛正式启用，派驻一艘“南海救111”号救助船。
2012年6月21日经国务院批准，撤销西沙群岛、南沙群岛、中沙群岛办事处，设立地级三沙市，管辖西沙群岛、中沙群岛、南沙群岛的岛礁及其海域，三沙市人民政府驻西沙永兴岛。

## 地理位置

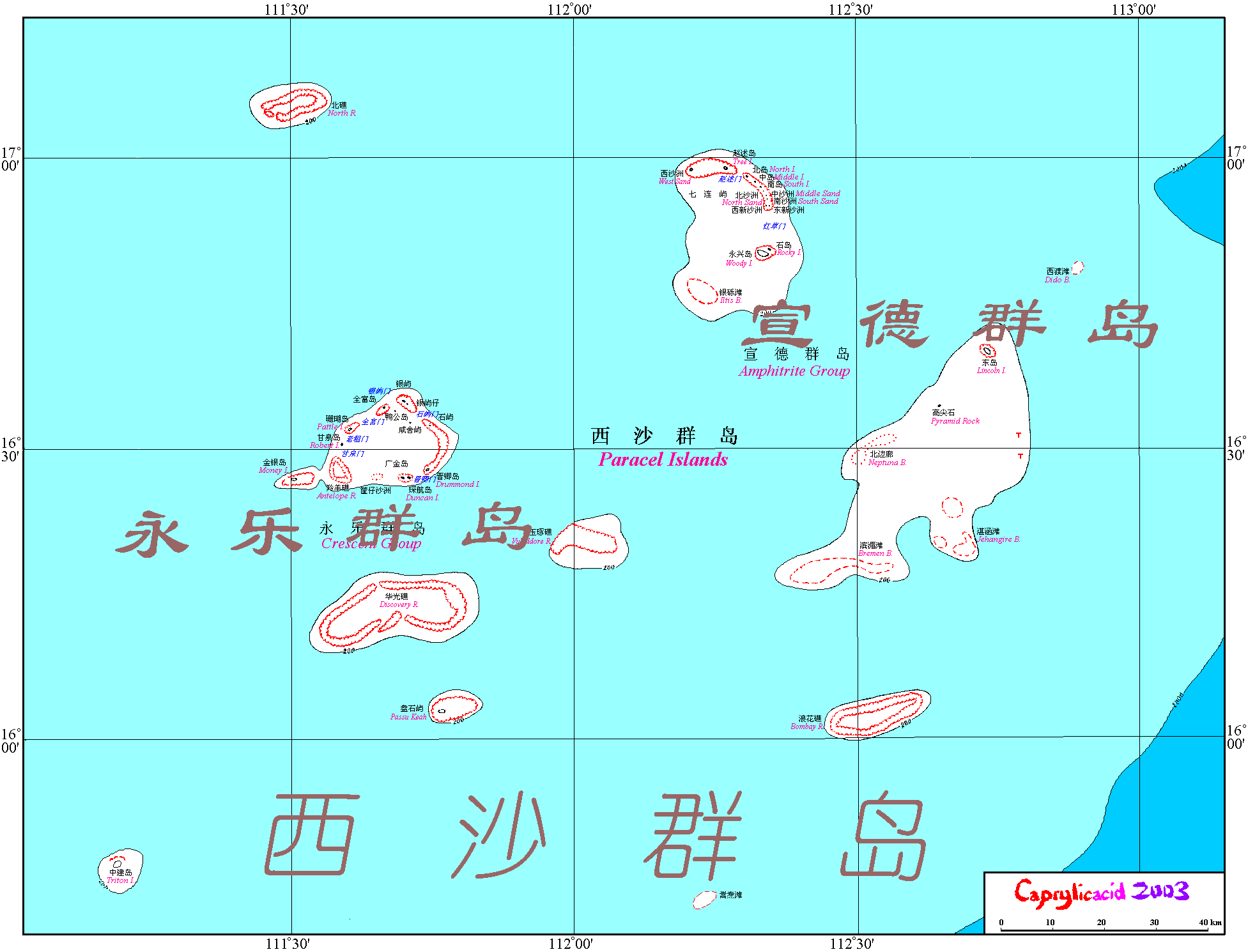
西沙群岛

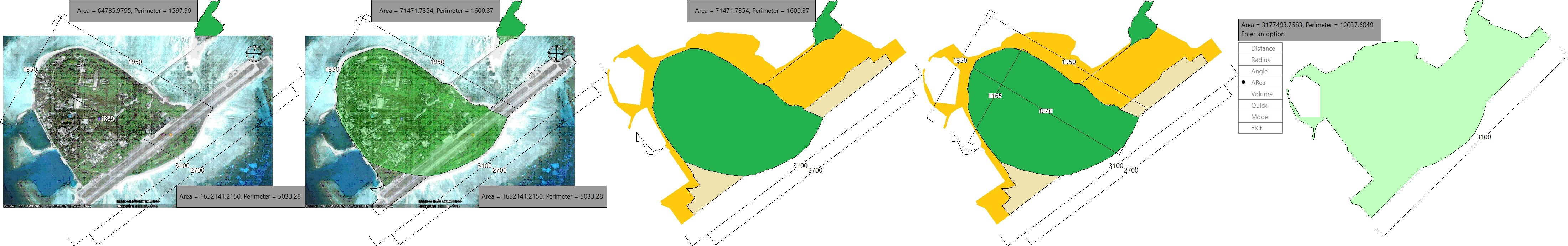
永兴岛填島面積

永兴岛位于西沙群岛东部宣德群岛的宣德环礁中。位於北緯16°50′，東經112°20′。距其西北方向的海南岛榆林港180海里。

## 气候
地處北回歸線以南，屬热带季风气候，由于周围被海包围且陆地面积小，有海洋性气候的特点，雨量充沛，終年高溫，高濕，高鹽。加上空氣潔凈，陽光明媚，紫外線格外強烈。太陽直射時間多、日照長，年平均氣溫攝氏26.5度，一月最冷，平均氣溫攝氏23度，六月最熱，平均氣溫攝氏29度；日氣溫最高攝氏31度，最低攝氏21度；雨季為每年5至6月份。

## 居民及生活
在島上生活的人員包括海南省三沙市的工作人員，中国人民解放军海军驻岛部队、中国人民武装警察部队海南省边防总队驻岛部队、少量的定居渔民和大量的过路渔民、来岛建设的工人及零散的观光旅客。岛上设有永兴社区和营区社区。岛上是典型的熱帶風光，椰樹成行，風光旖旎。每月補給船到達永興島的時候，永興島居民都會放假兩天，到碼頭協助卸下運補物資，這兩天就是永興島的節日。駐島官兵每過兩年換班一次，工作人員則是半年就換班一次。永興島上的生活用水是經過處理的雨水，分為飲用水和洗滌用水。

## 设施
- 三沙永兴机场于1991年建成，經過後續填海造陸後，現在拥有一条3,000（9,800英尺；3,300碼）的混凝土跑道，可起降波音737飞机[7]。在2005年，主要接待民航包机，使用60座位的运七型螺旋桨飞机，通航海南省海口市的美兰国际机场；2016年底开通往返于海口美兰国际机场的每日包机，由波音737-800机型执飞。
- 可停靠5,000吨位的船只码头。
- 岛上的行政中心设在北京路，该路有“西沙王府井”之称，这里建有中国工商银行西南中沙群岛支行、人民医院、粮食站、西南中沙群岛邮电局、百货商店、水产公司等，人行道旁是整齐的椰树，樹下有碧綠的草坪，環境相當整潔。
- 西沙海洋博物馆。
- 西沙軍史館。
- 西沙賓館。
- 公安派出所。
- 西沙海事局。
- 氣象台。
- 西沙海洋科学综合实验站。
- 三沙市图书馆。
- 2011年4月11日西沙永兴岛调频广播发射台试播，用于向岛上军民转播中央人民广播电台和海南人民广播电台的节目。[14]
- 三沙市永兴学校，2014年4月开建，2015年12月建成并投入使用，是三沙市第一所学校[15]。
- 2016年2月，中国军方在永兴岛上部署了两个营的红旗-9防空导弹系统[16]。
- 三沙银龙电影院。
- 西沙雷达站：中國民用航空局三亚飞行情报区之航空雷達站，與香港民航處管辖香港飞行情报区共享該航空雷達資訊[17]。
- 2019年5月9日，300辆共享单车投放至永兴岛服务。[18]
- 2019年8月20日永兴岛试运行新能源公交车，9月9日正式投入使用，设3条路线，是中国最南端的公共交通系统，乘车环岛一周约半小时[19]。
- 2022年7月20日永兴岛开放西沙博物馆。[20]
- 2023年，在南沙群島設置的超商今年2月開幕後，一家取名「寬窄巷子」的火鍋店也在永興島開張[21]。
- 2024年8月，三沙市属国企三沙天勤服务管理公司于永兴岛开设五金店。[22]

## 人文景观
島上的人文景觀有二战时日军占领期间留下的炮樓、中華民國政府設立的“海军收复西沙群岛纪念碑”（1946年）和中華人民共和國政府設立的“南海諸島紀念碑”（1974年）。西部有一片被稱為“西沙将军林”的椰林，這是中华人民共和国党和国家领导人以及100多位將軍先後栽種的，每一棵上刻著栽種者的名字。島上有兩間博物館：“守島部隊軍史館”及“西沙海洋博物馆”，以及三沙市地名碑、中国西沙主权碑、西沙精神纪念墙。

## 对外通讯
永兴岛的邮政编码：573199；西沙群島的电话区号：0898
永兴岛已覆盖中国移动的4G、5G手机信号。

### 引用
1. ↑  . 蘋果日報. 2015年2月10日  [2015年6月1日]. （原始内容存档于2016年5月30日）.
2. ↑  .   [2012-07-18]. （原始内容存档于2012-05-01）.
3. ↑  . 《新快报》 (新浪网). 2012-03-29  [2012-04-24]. （原始内容存档于2020-12-05）.
4. ↑  刘南威.  (PDF). 地理科学. 1994, 14 (2): 105.[永久]
5. 1 2  陈进国. . 腾讯网，来源：《世界宗教文化》. 2017-05-18  [2017-07-30]. （原始内容存档于2019-06-16） （中文（简体））.
6. ↑  赵静. . 熱帶地理. 2016, 36 (6): 1046  [2018-07-29]. （原始内容存档于2018-07-26）.
7. 1 2  洪致文 2007，第284頁
8. ↑  A CNA Occasional Paper China versus Vietnam: An Analysis of the Competing Claims in the South China Sea Raul (Pete) Pedrozo, August 2014, p.54
9. ↑  A CNA Occasional Paper China versus Vietnam:
An Analysis of the Competing Claims in the South China Sea Raul (Pete) Pedrozo, August 2014,p.22 原文 "in April 1956, after South Vietnamese troops relieved the French forces on Pattle Island in the Paracels, China responded by deploying troops to the eastern part of the archipelago (Amphitrites Group)."
10. ↑  《南海島嶼主權歸屬問題與中越兩次海戰之研析》，
陳彥彰，軍事史評論 /一一○年六月 /28期, p.99。 原文:「1950年5月1日，國軍自海南島轉進臺灣，旋駐防西沙、南沙群島的國軍部隊，因 後勤補給供應困難，轉進台灣，西沙、南沙群島再度成為無人島。1951年8月，中共正式宣布對西沙群島擁有主權，但遲到1955年8月，中共才首次派遣探測人員探測西沙。同年12月，中共調派兩百餘人進駐宣德群島。」
11. ↑  《中國民用航空志·中南地區卷》編纂委員會著，《中國民用航空志·中南地區卷》。中國民航出版社，2013，P.658
12. ↑   (PDF).   [2020-04-10]. （原始内容存档 (PDF)于2018-10-09）.
13. ↑  . 新华网. 2006-07-15  [2006-07-16]. （原始内容存档于2014-06-15）.
14. ↑  . 中国广播网. 2011  [11 April 2011]. （原始内容存档于2011-09-11）.
15. ↑  .   [2017-07-04]. （原始内容存档于2016-06-25）.
16. ↑  . 凤凰网.   [2016-02-17]. （原始内容存档于2019-06-08）.
17. ↑  . 三亚空管站 (中国民用航空网). 2024-05-29  [2025-03-15]. （原始内容存档于2025-04-21）.
18. ↑  . sansha.hinews.cn.   [2022-04-27]. （原始内容存档于2020-08-13）.
19. ↑  . tv.cctv.com.   [2021-08-01]. （原始内容存档于2021-08-01）.
20. ↑  . www.sansha.gov.cn.   [2022-08-01].[]
21. ↑  .   [2023-12-15]. （原始内容存档于2023-12-15）.
22. ↑  Zhou, Laura. . 南华早报. 2024-08-03  [2024-08-03]. （原始内容存档于2024-08-03） （英语）.
23. ↑  . 中华人民共和国国家邮政局. 2024-11-10  [2024-11-14]. （原始内容存档于2025-01-01）.
24. ↑  孙婧. . 海南南海网传媒股份有限公司. 海南日报. 2015-09-15  [2016-08-04]. （原始内容存档于2016-03-04）.
25. ↑  . baijiahao.baidu.com.   [2021-08-02]. （原始内容存档于2021-08-02）.